# 深水金线鱼
底金線魚，又稱深水金線魚、黃肚金線魚，俗名紅海鯽、金線鰱，為輻鰭魚綱鱸形目金線魚科的其中一個種。

## 分布
本魚分布於西太平洋區，包括：琉球群島、中國東海、南海和台湾岛、菲律賓、印尼、越南、馬來西亞、新加坡、泰國、緬甸、安達曼群島、澳洲北部等海域。

## 深度
水深35至300公尺。

## 特徵
本魚體呈淡粉紅色，其明顯特徵為體側有3條黃色縱帶，其中第一條起自鰓蓋後側線下方；第二條起自胸鰭基底後；第三條則起自喉峽部，有時縱帶顏色淡而不明。另外尾鰭末端呈新月形彎入，上葉外緣鰭條特別延伸且為黃色。各鰭條除尾鰭顏色較深為粉紅色外，其餘皆為淡色。背鰭硬棘10枚、軟條9枚；臀鰭硬棘3枚、軟條7枚。體長可達20公分。

## 生態
棲息在水較深的沙泥底質區，常為底拖網所捕獲。屬肉食性，以甲殼類為食。

## 經濟利用
為美味的食用魚，可主薑絲清湯或味增湯。